# Pseudorhipsalis acuminata
A Pseudorhipsalis acuminata egy kultúrában ritka és nehezen tartható epifita kaktusz.

## Elterjedése és élőhelye
Costa Rica; epifitikus, néha litofitikus. A tengerszinttől 1100 m tengerszint feletti magasságig trópusi esőerdőkben.

## Jellemzői
Hengeres törzsű, csüngő epifita, a másodlagos hajtásai laposak, de tövük ezeknek is hengeres, 150 mm-nél több, átmérője 5–8 mm. A lapos apikális hajtásrészek vékonyak, 150–350 mm hosszúak, 20–60 mm szélesek. Virágai laterálisan fejlődnek, halvány rózsaszínűek, 15 mm hosszúak és 27 mm átmérőjűek. Gömbölyű rózsaszínes-ciklámenszínű termése 8 mm átmérőjű.

## Rokonsági viszonyai
Az Alata subgenus tagja. A Pseudorhipsalis horichii néven leírt taxon is ennek a fajnak az alakkörébe sorolható.